# 墨水

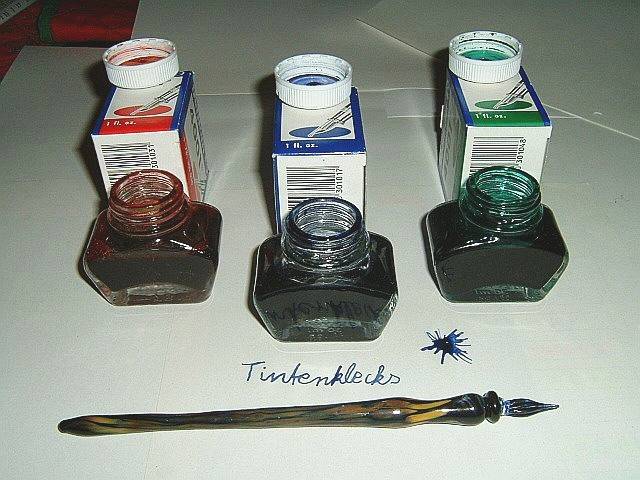
不同颜色的墨水

墨水是一种含有色素或染料的液体，通常是由颜料、连结料、溶剂、助剂等组成的混合物，外观为具有一定的流动性的胶浆状物质。墨水被用于书写、绘画或印刷。
最早的墨水有使用金属、胡桃壳或种子制作的染料或使用墨斗鱼、章鱼等海生动物的墨汁，而中国的墨使用的是碳制成的墨。
用色素制造的墨水一般掺有其它物质来防止色素被擦掉。这样的墨水一般不渗入纸內，因此在印刷时使用的墨水可以降低印刷的成本。
用染料制造的墨水更强烈，但这样的墨水一般是溶在水中的，它们渗入纸内，并可能渗到纸的背部，因此它们在印刷中有一定的技术障碍。因此这样的墨水一般使用乾得非常快的溶液或在印刷时设法加速墨水的干燥。其它的技术如使用比较硬的纸或特种纸。
另外电子墨水(E ink)实际上並不是墨水，而是利用电荷使像素的外观发生颜色变化，可用于制作电子纸，算是墨水的一種衍生品。

## 墨盒
墨盒是噴墨打印機的可替換的組件 ，它包含墨水 （部分也包含打印頭），它在打印時會消耗墨水。墨水耗盡時需更換。每個墨盒包含一個種或多種的墨水顔色，一些製造商還在墨盒添加晶片用來與打印機進行通信，或防止被重新填充墨水匣。